# Око Ра
Око Ра (или Глаз Ра) представляло собой женский аналог бога солнца Ра в мифологии египтян.
Око Ра силой подчиняло себе врагов бога Ра. Оно расширяло возможности Ра и по значимости приравнивалось к солнечному диску. Однако оно могло вести себя и как независимый орган, который мог принимать образ любой египетской богини, в том числе Хатхор, Сехмет, Баст, Уаджит и Мут. Богиня око могла быть как мать, сестра, супруга и дочь солнечного бога. Она принимала участие в круге творения Ра, в котором он порождает обновлённую форму себя, рождаясь на рассвете. Яростная природа глаза защищала Ра против зачинщиков беспорядков, которые постоянно угрожали его власти. Эта опасная сторона богини часто представляется в образе львицы, урея или кобры, которые представляли собою символы защиты и королевской власти. Как оберег власти, око Ра часто отождествляют с глазом Гора, который в других случаях имел отдельное понятие.
Око Ра принимало участие во многих областях древнеегипетской религии, в том числе в культах многих богинь, которые приравнивались к нему. Оно было силой дающей жизнь, с помощью которой проводились ритуалы в храме. Его опасная сторона была призвана защищать фараона, священные места, обычных людей и их дома.

## Сюжет мифа об «оке Ра»
Ра считался сыном первобытного хаоса Нун и до мироздания пребывал в нём вместе с божествами стихий. Затем он, «более великий, чем произведший его, более древний, чем родившие его», вышел из океана-отца. Первоначально при Ра не было женских божеств: он творил сам по себе. Создав мир, Ра царствовал над ним подобно человеку-фараону, и в это время был золотой век. Ра всё держал в своих руках, благодаря магической силе своего таинственного имени. Когда случилось неповиновение людей, по совету своего отца, Ра решился истребить человеческий род, наслав на него свое «око» - богиню Хатхор (Гатор) в образе львицы Сехмет, которая произвела страшное избиение; люди стали тонуть в собственной крови. Ра сжалился и спас на другой день уцелевших людей, напоив Хатхор-Сехмет допьяна. Однако, неблагодарность людей огорчила Ра, и он решился уйти от них на небо.